# Фавершам
Фавершам (енгл. Faversham) је град у округу Кент у југоисточној Енглеској. Удаљен је 77 километара од Лондона, и 16 километара од Кентерберија. Налази се јужно од естуара реке Темзе.
Насеље на том месту је постојало још пре доласка Римљана. Помиње се у Књизи страшног суда (Domesday Book) из 1086. као Favreshant. Историјски, град је био центар бродоградње, индустрије алкохолних пића (од 1698), као и индустрије барута (од 17. века до 1934).
Експлозија барута у фабрици у Фавершаму, 2. априла 1916, била је најгора у британској историји. Мали пожар изазвао јe експлозију 200 тона ТНТ-а. У несрећи је страдало 115 мушкараца и дечака.